# Storblommig trumpetranka
Storblommig trumpetranka (Campsis ×tagliabuana) är en hybrid som tillhör familjen katalpaväxter. Den förekommer inte vild utan är en trädgårdsprodukt som man fått fram genom att korsa trumpetranka (C. radicans) med kinesisk trumpetranka (C. grandiflora).

## Sorter
- 'Coccinea' - har scharlakansröda blommor.
- 'Indian Summer' - sort som säljs i holländska plantskolor.

- 'Takarazuka Gold' (GOLDEN TREASURE™) - har orangegula blommor med röda toner. Introducerad av Hines Horticulture , 2005.

- 'Mme. Galen' - har orangeröda blommor i glesa, duniga blomställningar. Sorten upptäcktes i plantskolan Tagliabue Bros., Italien och introducerades 1889.

## Synonymer
Tecoma tagliabuana Vis.